# Cecilía Rán Rúnarsdóttir
Cecilía Rán Rúnarsdóttir, född den 26 juli 2003, är en isländsk fotbollsspelare.

## Biografi
Cecilía Rán Rúnarsdóttir inledde sin seniorkarriär i Ungmennafélagið Afturelding år 2017. Hon har även spelat i KIF Örebro och Everton innan hon 2022 värvades av FC Bayern München varifrån hon lånats ut till inter Milan. Hon har även representerat det isländska damlandslaget där hon debuterade 2020.